# Hyomys
Genre
Hyomys est un genre de rongeurs de la sous-famille des Murinés.

## Liste des espèces
Ce genre comprend les espèces suivantes :
- Hyomys dammermani Stein, 1933
- Hyomys goliath (Milne-Edwards, 1900)